# Episodi di The Slap
La prima ed unica stagione della serie televisiva The Slap è stata trasmessa dal 6 ottobre al 24 novembre 2011 sul canale australiano ABC1.
In Italia la serie è inedita.
| nº | Titolo originale | Prima TV Australia |
| -- | ---------------- | ------------------ |
| 1  | Hector           | 6 ottobre 2011     |
| 2  | Anouk            | 13 ottobre 2011    |
| 3  | Harry            | 20 ottobre 2011    |
| 4  | Connie           | 27 ottobre 2011    |
| 5  | Rosie            | 3 novembre 2011    |
| 6  | Manolis          | 10 novembre 2011   |
| 7  | Aisha            | 17 novembre 2011   |
| 8  | Richie           | 24 novembre 2011   |

## Hector
- Diretto da: Jessica Hobbs
- Scritto da: Kris Mrksa

### Trama
È il quarantesimo compleanno di Hector e la famiglia e gli amici si riuniscono a casa sua per un barbecue. Ma durante la festa Harry, il cugino di Hector, irritato dal comportamento del figlio di altri due ospiti, dà uno schiaffo in faccia al bambino. I genitori del bambino, la cui madre è la migliore amica di Aisha, la moglie di Hector, si infuriano con Harry e se ne vanno minacciando azioni legali.

## Anouk
- Diretto da: Jessica Hobbs
- Scritto da: Emily Ballou

### Trama
Nei giorni successivi al barbecue, Anouk scopre che l'incidente ha scatenato forti reazioni da parte delle amiche Rosie, madre del bambino, e Aisha, entrambe convinte che querelare Harry sia la cosa giusta da fare. Anouk ritiene invece che sia una reazione esagerata, e che lo schiaffo sia giustificabile, data l'indole impulsiva del bambino. La donna si ritrova quindi combattuta tra la fedeltà alle sue amiche e le sue convinzioni personali. Allo stress dovuto a questa situazione si va ad aggiungere quello causato dal licenziamento da sceneggiatrice e, nella sua vita privata, dalla decisione di abortire il figlio avuto dal giovane fidanzato Rhys e dalla conseguente rottura del rapporto con quest'ultimo.

## Harry

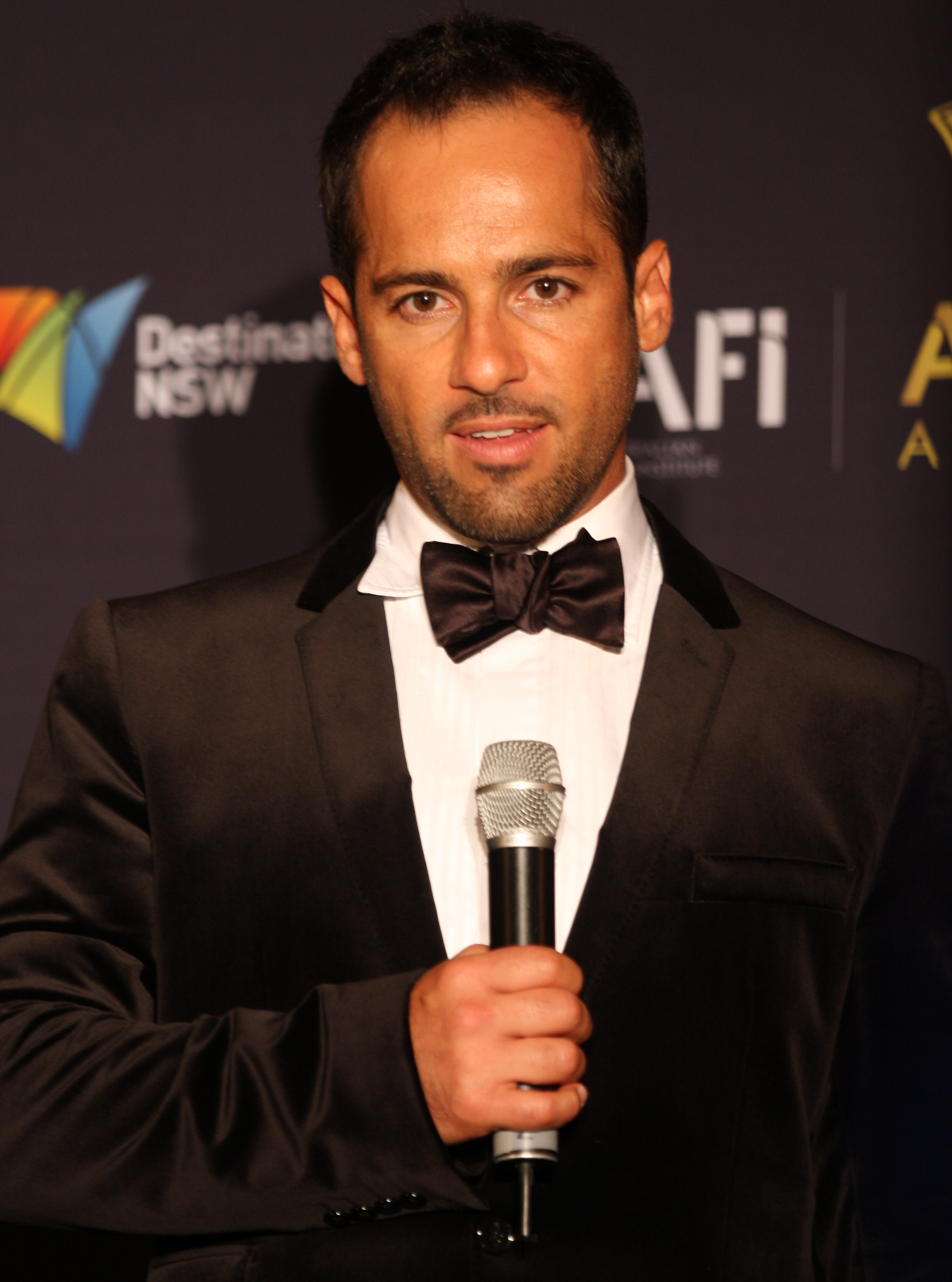
Alex Dimitriades interpreta Harry Apostolou

- Diretto da: Matthew Saville
- Scritto da: Brendan Cowell

### Trama
Dal momento in cui viene coinvolta la polizia, Harry e la moglie Sandi iniziano a temere che lo schiaffo dato al bambino possa finire per nuocere la loro reputazione, il loro stile di vita agiato e la loro famiglia. Nonostante un'iniziale riluttanza, Harry tenta di sistemare le cose andandosi a scusare dai genitori del bambino, ma quando Rosie accusa Harry di usare violenza anche sulla moglie e il figlio, Harry reagisce infuriandosi e abbandonando la discussione.

## Connie
- Diretto da: Matthew Saville
- Scritto da: Brendan Cowell

### Trama
La relazione segreta tra l'adolescente Connie e Hector non è più la stessa dopo il barbecue. Hector ha deciso di mettere completamente fine alla relazione, ma Connie tenta a tutti i costi di riallacciare il loro legame affettivo. Il rifiuto da parte dell'uomo le causa una grave sofferenza e la porta a fare uso di droghe insieme alle sue amiche.

## Rosie

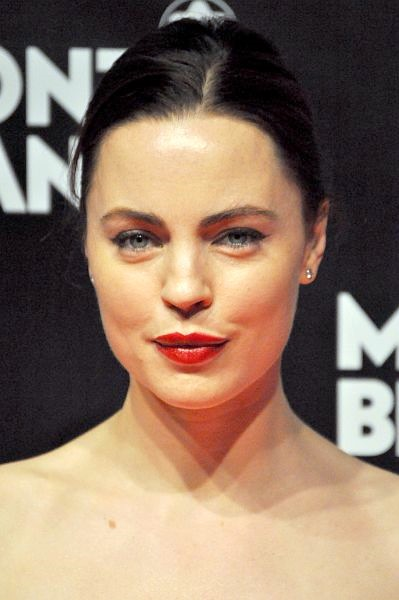
Melissa George interpreta Rosie Bryant

- Diretto da: Robert Connolly
- Scritto da: Alice Bell

### Trama
L'indignazione di Rosie è cresciuta sempre più dal giorno dello schiaffo, mentre Gary, il padre del bambino, rimane in disaccordo con la moglie, non volendo rivolgersi al tribunale. Tuttavia il caso finisce davanti alla corte e gli ospiti del barbecue si ritrovano in tribunale con visibile astio tra le parti. L'avvocato di Harry tira in ballo l'alcolismo del padre del bambino e un episodio in cui Rosie aveva lasciato il bambino in casa da solo, facendo così uscire Harry vincitore dal processo. Gary, umiliato e incollerito con la moglie, va ad ubriacarsi pesantemente in un pub e dichiara a Rosie la sua intenzione di abbandonare lei ed il figlio, salvo poi ripensarci il giorno successivo, smaltita la sbornia.

## Manolis
- Diretto da: Tony Ayres
- Scritto da: Kris Mrksa